# Духът на кошера
„Духът на кошера“ (на испански: El espíritu de la colmena) е дебютният дългометражен филм на режисьора Виктор Ерисе, излязъл през 1973 година. Считан е за един от шедьоврите на испанското кино. Създаден е в края на умиращия режим на диктатура, установен от генерал Франсиско Франко през 1939 година. Действието във филма се развива през 1940 година, една година след приключването на Испанската гражданска война. Това е и годината, през която се ражда Ерисе.
Кинооператорът на филма, Луис Куадрадо, ослепява по време на снимките. Филмът съдържа отпратки към излезлия през 1931 година филм „Франкенщайн“ и дори включва части от него.

## Сюжет
Главният герой е шестгодишната Ана, срамежливо момиченце, което живее в изолирано испанско село заедно със своите родители и по-голямата си сестра Исабел. Годината е 1940 и гражданската война току-що завършва с победа на силите на Франко над републиканците. Застаряващият ѝ баща прекарва повечето си време в отглеждане и писане за своите пчели. Младата ѝ майка се унася в копнежи по далечния си любовник, на когото пише дълги писма. Най-близкият приятел на Ана е Исабел, която обича по-малката си сестра, но не може да се възъдържи да си поиграе с наивността ѝ.
В началото на филма пътуващ кинопрожекционист внася филма Франкенщайн в селото и двете сестри отиват да го гледат. За Ана филмът е по-скоро интересен, отколкото плашещ – най-вече сцената, където чудовището играе с момиченцето и по случайност я убива. Ана пита сестра си, „Защо я уби, и защо го убиха после?“. Исабел ѝ отговаря, че чудовището не е убило момиченцето и че той всъщност не е мъртъв; такива са филмите, казва тя. Исабел казва, че чудовището е като дух, и Ана може да го призове ако си затвори очите и си каже наум „Аз съм, Ана“. Тези думи оказват голямо влияние върху малкото момиче.
Очарованието на Ана от историята нараства, когато Исабел я завежда до една запустяла кошара за овце, която твърди, че е дом на чудовището. Ана се връща много пъти, за да го потърси, но намира само един голям отпечатък от човешка стъпка. Един ден Исабел изиграва жестока шега. Тя изпищява в отдалечена част на къщата и когато Ана идва да види какво е станало, тя лежи неподвижна на пода, преструвайки се, че е мъртва. Ана най-накрая събира куража да ѝ затвори очите и прошепва думите „Аз съм, Ана“. В следващата сцена един беглец, републикански войник, скача от пътуващ влак и, накуцвайки, се довлачва до кошарата, за да се укрие.
Ана открива беглеца и решава, че създанието е отвърнало на зововете ѝ. Вместо да избяга ужасена, тя започва да се грижи за него: храни го и дори му носи бащините палто и часовник. Тези странни и безмълвни взаимоотношения биват резки прекратни една нощ, когато полицията на Франко идва и го застрелва. Когато Ана отива да го посети, тя намира само прясна кръв по земята. В този момент баща ѝ, който я е проследил, я извиква по име, и Ана бяга, потресена от случилото се.
Докато броди из горите сама през нощта, пред нея изниква образът на чудовището. Той я гледа тъжно и, както във филма от 1931 година, коленичи до нея докато тя гледа във водата. Въпреки че родителите ѝ я намират физически здрава на следващата сутрин, тя се отдръпва от тях и отказва да говори или да стане от леглото си. Докторът обаче уверява майка ѝ, че тя постепенно ще забрави за шока, който току-що е преживяла. В края на филма Ана стои сама до прозореца в спалнята си, отново призовавайки чудовището в съзнанието си.

## Актьорски състав
- Феранандо Фернан Гомес – Фернандо
- Тереса Химпера – Тереса
- Ана Торент – Ана
- Исабел Телерия – Исабел
- Кети де ла Камара – Милагрос
- Естанис Гонсалес – жандармерист
- Хосе Виясанте – чудовището на Франкенщайн
- Хуан Маргайо – беглец
- Лали Солдевила – доня Лусия
- Мигел Пикасо – доктор

## Награди
- 1973, Международен филмов фестивал в Сан Себастиян:
  - Златна раковина, Виктор Ерисе.
- 1974, Наградите на кръга на филмовите писатели, Испания:
  - награда CEC;
  - най-добър филм;
  - най-добър актьор, Фернандо Фернан Гомес;
  - най-добър режисьор, Виктор Ерисе.
- 1974, Фотограмас де плата, Мадрид, Испания:
  - най-добър изпълнител в испански филм, Ана Торент.
- 1977, Асоциация на критиците на латиноезичното забавление: Награди ACE, кино,
  - най-добра актриса, Ана Торент;
  - най-добър режисьор, Виктор Ерисе.